# کندال والتون
کندال والتون (انگلیسی: Kendall Walton؛ زادهٔ ۱۹۳۹ (۸۵–۸۶ سال)) فیلسوف اهل ایالات متحده آمریکا است.